# Communauté de communes Sundgau
La communauté de communes Sundgau est une communauté de communes française située dans la circonscription administrative du Haut-Rhin et la collectivité européenne d'Alsace.

## Histoire
La communauté de communes est créée au 1er janvier 2017. Dénommée dans un premier temps « communauté de communes d'Altkirch et environs », elle reçoit son nom de « communauté de communes Sundgau » par un arrêté préfectoral du 29 décembre 2016. Elle est formée par fusion de la communauté de communes d'Altkirch, de la communauté de communes du secteur d'Illfurth, de la communauté de communes du Jura alsacien, de la communauté de communes Ill et Gersbach et de la communauté de communes de la Vallée de Hundsbach.

## Administration
| Période         | Période  | Identité         | Étiquette | Qualité                           |
| --------------- | -------- | ---------------- | --------- | --------------------------------- |
| janvier 2017    | 2020     | Michel Willemann | UDI       | Maire de Hochstatt (2001-2020)    |
| 16 juillet 2020 | En cours | Gilles Frémiot   |           | Maire de Heidwiller (depuis 2014) |

## Territoire

### Listes des communes
La communauté de communes est composée des 64 communes suivantes :

| Nom              | Code Insee | Gentilé          | Superficie (km2) | Population (dernière pop. légale) | Densité (hab./km2) |
| ---------------- | ---------- | ---------------- | ---------------- | --------------------------------- | ------------------ |
| Altkirch (siège) | 68004      | Altkirchois      | 9,54             | 5 575 (2022)                      | 584                |
| Aspach           | 68010      | Aspachois        | 4,2              | 1 141 (2022)                      | 272                |
| Bendorf          | 68025      |                  | 7,55             | 251 (2022)                        | 33                 |
| Berentzwiller    | 68027      | Berentzwillerois | 6,08             | 340 (2022)                        | 56                 |
| Bettendorf       | 68033      | Bettendorfois    | 4,73             | 460 (2022)                        | 97                 |
| Bettlach         | 68034      | Bettlachois      | 4,09             | 303 (2022)                        | 74                 |
| Biederthal       | 68035      |                  | 4,16             | 329 (2022)                        | 79                 |
| Bisel            | 68039      | Biselois         | 8,1              | 542 (2022)                        | 67                 |
| Bouxwiller       | 68049      |                  | 6,47             | 430 (2022)                        | 66                 |
| Carspach         | 68062      | Carspachois      | 17,17            | 2 085 (2022)                      | 121                |
| Courtavon        | 68067      | Courtavonnais    | 9,6              | 341 (2022)                        | 36                 |
| Durlinsdorf      | 68074      | Durlinsdorfois   | 7,78             | 516 (2022)                        | 66                 |
| Durmenach        | 68075      | Durmenachois     | 5,76             | 831 (2022)                        | 144                |
| Emlingen         | 68080      |                  | 2,42             | 313 (2022)                        | 129                |
| Feldbach         | 68087      | Feldbachois      | 5,02             | 469 (2022)                        | 93                 |
| Ferrette         | 68090      | Ferrettois       | 1,94             | 848 (2022)                        | 437                |
| Fislis           | 68092      | Fislachois       | 7,53             | 387 (2022)                        | 51                 |
| Franken          | 68096      |                  | 6,22             | 365 (2022)                        | 59                 |
| Frœningen        | 68099      | Froeningois      | 4,44             | 865 (2022)                        | 195                |
| Hausgauen        | 68124      |                  | 5,79             | 372 (2022)                        | 64                 |
| Heidwiller       | 68127      | Heidwillerois    | 4,48             | 656 (2022)                        | 146                |
| Heimersdorf      | 68128      | Heimersdorfois   | 7,59             | 651 (2022)                        | 86                 |
| Heiwiller        | 68131      | Heiwillerois     | 2,04             | 180 (2022)                        | 88                 |
| Hirsingue        | 68138      | Hirsinguois      | 12,88            | 2 131 (2022)                      | 165                |
| Hirtzbach        | 68139      | Hirtzbachois     | 13,91            | 1 438 (2022)                      | 103                |
| Hochstatt        | 68141      | Hochstattois     | 8,55             | 2 175 (2022)                      | 254                |
| Hundsbach        | 68148      |                  | 4,03             | 357 (2022)                        | 89                 |
| Illfurth         | 68152      | Illfurthois      | 9,16             | 2 428 (2022)                      | 265                |
| Illtal           | 68240      |                  | 11,96            | 1 223 (2022)                      | 102                |
| Jettingen        | 68158      |                  | 6,3              | 508 (2022)                        | 81                 |
| Kiffis           | 68165      |                  | 6,55             | 238 (2022)                        | 36                 |
| Kœstlach         | 68169      | Koestlachois     | 8,23             | 499 (2022)                        | 61                 |
| Levoncourt       | 68181      | Levoncourtois    | 5,28             | 250 (2022)                        | 47                 |
| Liebsdorf        | 68184      |                  | 4,22             | 291 (2022)                        | 69                 |
| Ligsdorf         | 68186      | Ligsdorfois      | 10,03            | 317 (2022)                        | 32                 |
| Linsdorf         | 68187      |                  | 3,36             | 336 (2022)                        | 100                |
| Lucelle          | 68190      | Lucellois        | 10,27            | 31 (2022)                         | 3                  |
| Luemschwiller    | 68191      | Luemschwillerois | 7,27             | 747 (2022)                        | 103                |
| Lutter           | 68194      |                  | 8,46             | 295 (2022)                        | 35                 |
| Mœrnach          | 68212      | Moernachois      | 6,79             | 517 (2022)                        | 76                 |
| Muespach         | 68221      | Muespachois      | 11,37            | 934 (2022)                        | 82                 |
| Muespach-le-Haut | 68222      |                  | 6,91             | 1 144 (2022)                      | 166                |
| Oberlarg         | 68243      |                  | 8,21             | 136 (2022)                        | 17                 |
| Obermorschwiller | 68245      |                  | 6,05             | 408 (2022)                        | 67                 |
| Oltingue         | 68248      |                  | 13,42            | 684 (2022)                        | 51                 |
| Raedersdorf      | 68259      | Raedersdorfois   | 7,39             | 481 (2022)                        | 65                 |
| Riespach         | 68273      | Riespachois      | 7,57             | 646 (2022)                        | 85                 |
| Roppentzwiller   | 68284      |                  | 4,15             | 665 (2022)                        | 160                |
| Ruederbach       | 68288      |                  | 4,46             | 392 (2022)                        | 88                 |
| Saint-Bernard    | 68081      |                  | 6,04             | 597 (2022)                        | 99                 |
| Schwoben         | 68303      |                  | 2,38             | 228 (2022)                        | 96                 |
| Sondersdorf      | 68312      |                  | 8,44             | 316 (2022)                        | 37                 |
| Spechbach        | 68320      | Spechbachois     | 8,06             | 1 380 (2022)                      | 171                |
| Steinsoultz      | 68325      | Steinsoultzois   | 4,06             | 749 (2022)                        | 184                |
| Tagolsheim       | 68332      | Tagolsheimois    | 3,19             | 982 (2022)                        | 308                |
| Tagsdorf         | 68333      | Tagsdorfois      | 2,5              | 314 (2022)                        | 126                |
| Vieux-Ferrette   | 68347      |                  | 6,63             | 643 (2022)                        | 97                 |
| Waldighofen      | 68355      | Waldighoffenois  | 4,14             | 1 555 (2022)                      | 376                |
| Walheim          | 68356      | Walheimois       | 4,83             | 888 (2022)                        | 184                |
| Werentzhouse     | 68363      |                  | 4,5              | 629 (2022)                        | 140                |
| Willer           | 68371      | Willerois        | 6,21             | 299 (2022)                        | 48                 |
| Winkel           | 68373      | Winkelois        | 7,87             | 291 (2022)                        | 37                 |
| Wittersdorf      | 68377      | Wittersdorfois   | 4,76             | 778 (2022)                        | 163                |
| Wolschwiller     | 68380      |                  | 10,14            | 433 (2022)                        | 43                 |

## Démographie
| 1968   | 1975   | 1982   | 1990   | 1999   | 2010   | 2015   | 2021   |
| ------ | ------ | ------ | ------ | ------ | ------ | ------ | ------ |
| 34 841 | 36 252 | 38 076 | 39 895 | 43 144 | 47 563 | 47 482 | 47 639 |

## Transports
La communauté de communes est devenue autorité organisatrice de la mobilité (AOM).

### Réseau routier
Le Sundgau est cerné par des voies de communication importantes, comme l'autoroute A36 entre Belfort et Mulhouse, et l'autoroute A35 entre Mulhouse et Bâle. Cependant, les élus s’accordent à dire que le réseau routier sundgauvien est trop désuet. Parmi les voies de communication importantes dans le Sundgau, on retrouve la route départementale D 419, qui traverse la région d’est en ouest, entre Belfort et Bâle, passant par Dannemarie et Altkirch, et la route départementale D 432, qui traverse le Sundgau du nord au sud, et passant par Illfurth, Altkirch, Hirsingue et Ferrette.
Néanmoins, des projets sont en cours de réalisation. Par exemple, un débat a depuis peu été entamé au sujet du tracé de plusieurs routes, et dont le but est l’amélioration des routes du Sundgau et le contournement de villages. Citons notamment la déviation de Retzwiller et Dannemarie, ou bien le contournement de Spechbach-le-Bas et Hochstatt. Un autre grand projet est en cours de discussion, il s’agit du prolongement de la voie rapide de Dornach jusqu’à Altkirch. Cependant, les conséquences des déviations se font sentir sur le paysage sundgauvien déjà très fragilisé par la création de lotissements qui ne cessent d'augmenter.

#### Covoiturage
Deux lignes de covoiturage (sur très courte distance, à la manière des bus) ont été mises en place dans le Sundgau,.

### Réseau ferré
La voie ferrée Paris - Mulhouse dessert le Sundgau, notamment les villes de Dannemarie, Altkirch et Illfurth. Les trains régionaux sont assez fréquents, et sont utiles pour les Sundgauviens qui travaillent à Mulhouse ou Belfort.
Anciennement, plusieurs voies ferrées traversaient le Sundgau de part en part. Par exemple, la voie ferrée entre Dannemarie et Pfetterhouse desservait la vallée de la Largue et rejoignait ensuite le réseau suisse par Bonfol et Porrentruy. La vallée de l’Ill était également desservie. En effet, des trains desservaient Ferrette, Hirtzbach, et cette ligne servait à alimenter les industries de Waldighofen dans les années 1900. Il existait encore une ligne allant de Waldighofen à Blotzheim. Toutes ces voies ferrées furent démantelées à cause du manque de voyageurs sur ces lignes, et sont remplacées aujourd'hui par des pistes cyclables. Ainsi, la desserte voyageurs est arrêtée en 1953 entre Altkirch et Ferrette, et en 1965 entre Dannemarie et Pfetterhouse.
Dans le même temps, la ligne Altkirch - Ferrette est partiellement déposée car la section menant d’Altkirch à Hirsingue restant en place jusqu'en 1990.
La ligne de Dannemarie à Porrentruy, ayant perdu son caractère international, voit circuler ses derniers trains en 1970, après 60 ans d’existence. Il ne reste aujourd’hui que le tronçon suisse entre Bonfol et Porrentruy.

### Réseau fluvial
Le canal du Rhône au Rhin traverse le Sundgau par Montreux-Vieux, Dannemarie, Illfurth. Il existe depuis 1824 et a été imaginé par Freycinet. Aujourd’hui, l’étroitesse de ce canal ne permet pas aux péniches à grand gabarit de l’emprunter. En outre, il est plutôt destiné aux bateaux de plaisance.
Un projet de grand canal a été abandonné. Il devait permettre le creusement d’un canal reliant le Rhin à la Saône, en passant par le Doubs et le Sundgau. Indirectement, on aurait pu relier la mer du Nord à la Méditerranée sans faire passer les flux de marchandises par le détroit de Gibraltar. Mais la colère des agriculteurs sundgauviens, et des protecteurs de l'environnement de la région a influé sur la décision du Ministère de l'Environnement et de l’Aménagement du Territoire; le projet est finalement  abandonné.

### Impact énergétique et climatique

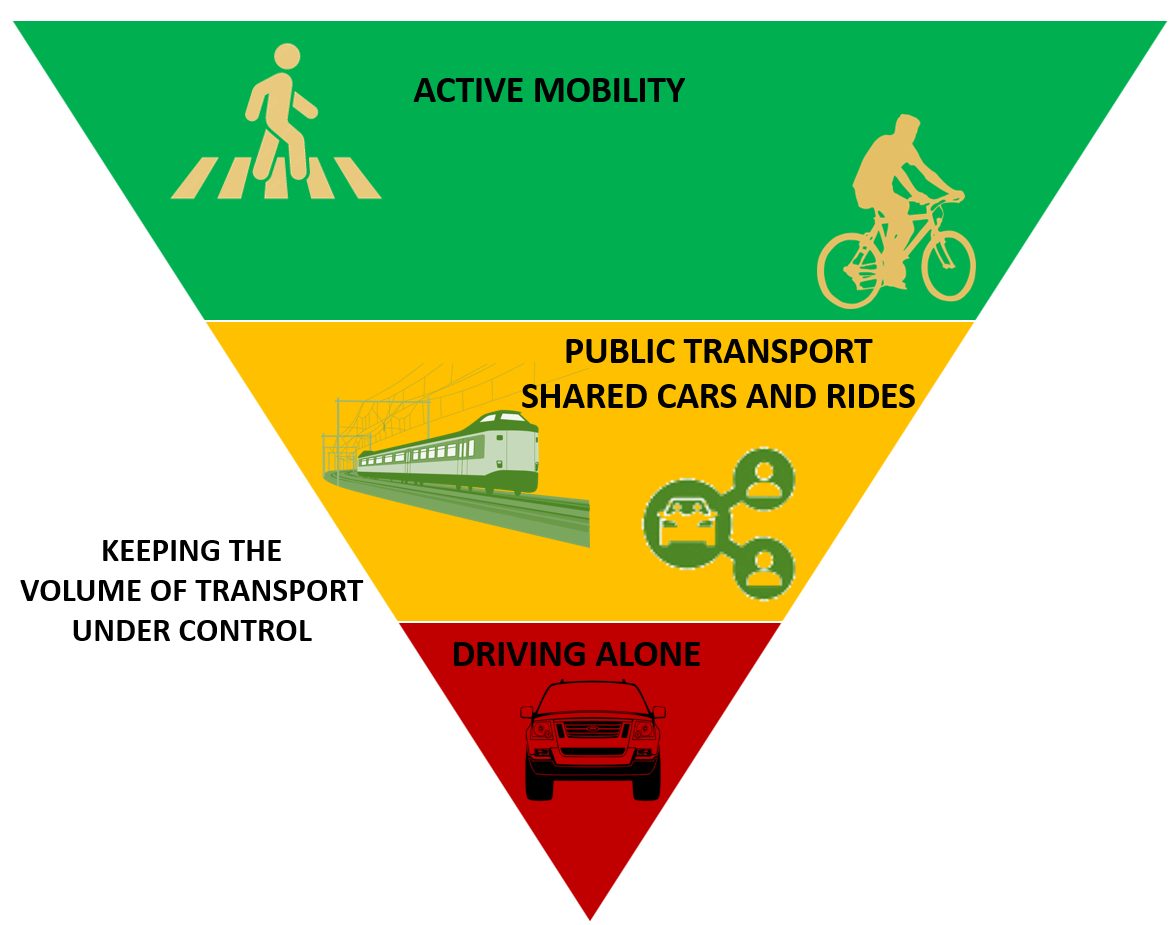
Pyramide de la mobilité, proposée par le projet européen Share North.

| -                              | Transports routiers | Autres transports |
| ------------------------------ | ------------------- | ----------------- |
| Carburant (GWh)                | 204                 | 1                 |
| Électricité (GWh)              | 0                   | 3                 |
| Gaz à effet de serre (ktéqCO2) | 51                  | 0                 |

## Énergie et climat
Dans le cadre du schéma régional d'aménagement, de développement durable et d'égalité des territoires (SRADDET) du Grand Est, ATMO Grand Est tient à jour les statistiques énergétiques  des établissements publics de coopération intercommunale de la collectivité européenne d'Alsace sous forme de diagramme de flux.
L'énergie finale annuelle, consommée en 2020, est exprimée en gigawatts-heures,.
| -                          | GWh   |
| -------------------------- | ----- |
| Électricité                | 235   |
| Carburants ou combustibles | 1 018 |
| Chaleur primaire           | 48    |

L'énergie produite en 2020 est également exprimée en gigawatts-heures.
| -                          | GWh |
| -------------------------- | --- |
| Électricité                | 10  |
| Carburants ou combustibles | 225 |
| Chaleur primaire           | 51  |

Les gaz à effet de serre sont exprimés en kilotonnes équivalent CO2.
| -                     | ktéqCO2 |
| --------------------- | ------- |
| Liées à l'énergie     | 216     |
| Non liées à l'énergie | 227     |